# Sentinelle
Sentinelle (bra: A Sentinela) é um filme de ação e suspense francês de 2021 dirigido por Julien Leclercq. Foi escrito por Julien Leclercq e Matthieu Serveau, e é estrelado por Olga Kurylenko, Marilyn Lima e Michel Nabokoff. O filme é um thriller de justiceiro sobre uma soldado francesa que voltou para casa depois de servir no Oriente Médio, traumatizada pela experiência. Depois que sua irmã é estuprada e deixada em coma, ela usa seu treinamento militar para buscar vingança contra os perpetradores.

## Sinopse
Klara, militar de trinta e três anos, é intérprete no Exército Francês. Depois de vivenciar os horrores da guerra na Síria, ela foi transferida para Nice como parte da Operação Sentinela. Lá, com sua mãe e sua irmã Tania, ela tenta se reconstruir. Mas uma noite, depois de um passeio em uma boate, Tania é encontrada meio morta na praia. Ela foi estuprada e espancada. Klara então fará todo o possível para encontrar os agressores e vingar a irmã. Esta caçada impiedosa irá levá-la ao rastro de Yvan Kadnikov, filho de um poderoso oligarca russo da Côte d’Azur…

## Elenco
Segue abaixo a tabela do elenco:
| Ator              | Personagem                 | Detalhes               |
| ----------------- | -------------------------- | ---------------------- |
| Olga Kurylenko    | Klara                      | Intérprete do exército |
| Marilyn Lima      | Tania                      | A irmã                 |
| Michel Nabokoff   | Léonid Kadnikov            | Oligarca russo         |
| Martin Swabey     | Tenente Eric Jaubert       |                        |
| Carole Weyers     | Capitã Catherine Muller    |                        |
| Andrey Gorlenko   | Yvan Kadnikov              | Filho de Léonid        |
| Gabriel Almaer    | Armeiro                    |                        |
| Guillaume Duhesme | Tenente-coronel            |                        |
| Michel Biel       | Aurélien                   |                        |
| Antonia Malinova  | Maria Kovalev              | Mãe de Klara e Tania   |
| Marine Duvivier   | Moça na boate              | Se relaciona com Klara |
| Mustapha Makhada  | Pai sírio                  |                        |
| Salmane Taydi     | Filho sírio                |                        |
| Olivier Massart   | Médico de Tania            |                        |
| Erico Salamone    | Dono da boate Millenium    |                        |
| Doriane Pasquale  | A jovem na praia           | Salva por Klara        |
| Alain Eloy        | Médico militar             |                        |
| Stephanie Pareja  | Gerente do bar do hotel    |                        |
| Julian De Backer  | Cara do banheiro           |                        |
| Eric Castex       | Colega de equipe da capitã |                        |
| Blaise Afonso     | Soldado francês            | Operação Sentinela     |
| Idris Ibragimov   | Soldado francês            | Operação Sentinela     |
| Baptiste Leclercq | Soldado francês            | Operação Sentinela     |
| Temerlan Idigov   | Soldado francês            | Operação Sentinela     |

## Produção
O filme Sentinelle serve como uma homenagem à Operação Sentinela e seus 10 mil soldados mobilizados na França para proteger a população contra atentados terroristas. A protagonista Klara é uma veterana do Exército Francês que serviu como intérprete na Síria durante a Operação Chammal. O filme aborda temas como estresse pós-traumático, a readaptação dos soldados ao ritmo do tempo de paz, crime organizado, vigilantismo e vingança.
Produzido por Labyrinthe Cinéma e Umedia, Sentinelle foi filmado durante 35 dias em novembro e dezembro de 2019, em Bruxelas, na Bélgica; Nice, na França e Casablanca, no Marrocos. No entanto, a pós-produção foi interrompida pela pandemia de COVID-19. Embora a maior parte do filme tenha sido filmada em locações, cenas relativas ao tempo de Klara na Síria devastada pela guerra foram filmadas em um estúdio. Foi dirigido por Julien Leclercq, que por sua vez co-escreveu o roteiro ao lado de Matthieu Serveau, com a produção de Philippe Guez, Julien Madon e Bastien Sirodot.

## Lançamento
Sentinelle foi lançado em 5 de março de 2021 internacionalmente na Netflix. O filme se manteve entre os 10 filmes mais assistidos na França e nos Estados Unidos na primeira semana. Chegou a ser o primeiro nos Estados Unidos no sábado, dia 6 de março de 2021 e durante vários dias, assim como na França; sendo o 18º filme a ocupar o primeiro lugar no pódio desde o início do ano.

## Recepção
As avaliações críticas de Sentinelle foram mistas, em sua maioria elogiando a protagonista e as cenas de luta, enquanto criticando a simplicidade do enredo. Basicamente, a jornada do herói foi bem escrita mas não atingiu todo o seu potencial. No agregador de críticas Rotten Tomatoes, o filme tem uma classificação de 70% com base em avaliações de 10 críticos e uma classificação média de 5,80/10; enquanto a avaliação da audiência foi de 49%, com mais de cem resenhas. O Metacritic deu uma avaliação negativa, com apenas 3,5 baseada em seis críticas. O site The Action Elite deu uma crítica favorável, cujo consenso elogiou a protagonista e a ação:
Sentinelle foi uma surpresa agradável depois de ler tantas críticas negativas; eu amo Olga Kurylenko e achei que ela estava fantástica como Klara. O conceito não é nada novo e há uma calmaria estranha no ritmo, mas observá-la levar o lixo para fora em um estilo gloriosamente violento foi muito agradável.
Segundo Daniel Gorman, do site In Review Online, Sentinelle não é o melhor trabalho de Julien Leclercq, mas o elogiou como "um filme de ação corajoso e prático por si só". No site Movie Nation, o crítico Roger Moore deu ao filme uma crítica desfavorável, chamando-o de "um thriller rígido, mas ilógico, que salta um passo ou três".  No site The Last Thing I See, uma crítica chama o enredo do filme de "enxuto e simples, sem muita gordura ou tempo perdido", e elogia o desenvolvimento da personagem Klara e as cenas de luta. O crítico do Decider, Johnny Loftus, diz que "Sentinelle equilibra suas batidas de trauma emocional com as forças mais sombrias do vigilantismo. Não perdoa as ações drásticas de sua personagem principal, mas ilustra... como ela chegou lá". Resumindo com "Sentinelle queima lentamente, escolhendo focar firmemente na jornada de Klara, de nobre soldado a problemática anjo vingador". O crítico do Vulture, Bilge Ebiri, que brinca dizendo que o filme é "John Wick na Riviera", elogia a "eficiência enxuta e modesta... que sabe como prender sua atenção sem se prolongar demais". O crítico do Digital Spy, Ian Sandwell, faz uma crítica negativa, afirmando que "Sentinelle se apoia fortemente em clichês, muitas cenas em câmera lenta e silêncios prolongados para destacar o estado mental de Klara no pós-guerra", dizendo "[n]ão é nada que não tenhamos visto antes e não contém profundidade ou exploração dos problemas". Sandwell também afirma que o filme não dá à protagonista nenhuma "peculiaridade" como heroína vingativa, além de retratá-la como não muito boa em seus ataques solitários; além disso, ele diz que "não há outras surpresas reservadas em termos de enredo, pois os eventos se desenrolam de forma previsível". Eurico de Barros, do site Time Out, criticou o fato da trama desperdiçar "as qualidades" de Olga Kurylenko, sendo "um dos piores filmes estreados na Netflix recentemente". O abuso da câmera lenta, a falta de originalidade, a incoerência e absurdos faz com que o filme "sem trelho nem trabelho" seja "estúpido como bota de tropa". O lesbianismo da protagonista também foi criticado como irrelevante e gratuito. O crítico português elogiou a atuação da ex-Bond girl, assim como a sua atuação nas lutas corpo-a-corpo e nos tiroteios.